# Maj Karlsson
Maj Git Elisabeth Karlsson, född 21 maj 1980 i Haga församling i Göteborg, är en svensk politiker (vänsterpartist). Hon är ordinarie riksdagsledamot sedan 2014, invald för Göteborgs kommuns valkrets. Karlsson var Vänsterpartiets gruppledare i riksdagen 2020–2022 och dessförinnan vice gruppledare från 2016.

## Biografi
Karlsson växte upp i Haga. Hon började studera statsvetenskap vid Göteborgs universitet när hon började närma sig trettioårsåldern. Karlsson var tidigare politisk sekreterare för Vänsterpartiet i Göteborgs kommun.
Karlsson är socialpolitisk talesperson och varit engagerad i frågor som rör funktionssätt, socialtjänsten och skjutningar. Hon har drivit frågan om statligt huvudmannaskap för personlig assistans.